# Organisation Consul
Organisation Consul byla německá teroristická organizace, která působila v Německu v době počátku Výmarské republiky.
Členové Organisation Consul se hlásili k antisemitismu, k extrémnímu německému nacionalismu a odmítali Versailleskou smlouvu. Organisation Consul založil Hermann Ehrhardt a jejím členem byl kupříkladu i pozdější německý spisovatel Ernst von Salomon.
Organizace byla zodpovědná za řadu politicky motivovaných atentátů, připisovány jsou jí například atentáty na Walthera Rathenaua, Matthiase Erzbergera či Philippa Scheidemanna.